# Atelornis
Atelornis es un género de aves coraciformes de la familia Brachypteraciidae, endémico de Madagascar. 

## Especies
Se reconocen dos especies:
- Atelornis crossleyi Sharpe, 1875
- Atelornis pittoides (Lafresnaye, 1834)